# Stadionul Iuliu Bodola
Stadionul Iuliu Bodola (în trecut Stadionul Municipal) este un stadion polivalent din Oradea, România. A fost construit în 1924 și găzduiește meciurile echipei de fotbal Bihor Oradea. Tot pe acest stadion, în sezonul 1948-1949, echipa fanion a Bihorului - pe acea vreme numită ICO - câștiga unicul titlu de campioană a României. În 27 noiembrie 2008, Stadionul Municipal, a fost botezat după fosta glorie a fotbalului românesc, Iuliu Bodola.
Inițial, capacitatea stadionului era de 22.500 locuri înainte de a fi montate scaunele, care au dus la o scădere a acesteia. Estimativ, capacitatea stadionului după montarea scaunelor a fost de aproximativ 18.000 locuri. În prezent, stadionul are o capacitate efectivă de 11.067 de locuri pe scaune. Tribuna a II-a este închisă din cauza stării avansate de degradare.
Unul din cele mai importante meciuri disputate pe acest stadion a fost amicalul dintre România și Israel (0-0) în 1984, meci la care au asistat 30.000 de spectatori.